# Igorrr
Pour les articles homonymes, voir Serre (homonymie) et Igor.
Igorrr, de son vrai nom Gautier Serre, est un musicien compositeur producteur français mélangeant de nombreux genres musicaux, aussi disparates que le black metal, le death metal, la musique baroque, le breakcore, ou encore le trip hop pour en faire une œuvre unique. Gautier Serre fait également partie du groupe Corpo-Mente et précédemment Whourkr. Igorrr se produit sur scène sous forme d'un groupe composé de deux vocalistes, Marthe Alexandre et JB Le Bail, ainsi que du batteur Rémi Sérafino et du guitariste Martyn Clément.

## Biographie

### Débuts (2005–2016)
Dans sa jeunesse, Gautier Serre écoute Domenico Scarlatti, Cannibal Corpse, Chopin, Meshuggah, Jean-Sébastien Bach, Aphex Twin, Jean-Philippe Rameau, relevant l'originalité et la « folie » de ces artistes.
Multi instrumentiste, il joue du piano, de la guitare, de la batterie, il joue en groupe et commence également l'apprentissage de la production phonographique. Il nomme son nouveau projet d'après le nom de sa gerbille Igor mais ajoute deux R pour intensifier la prononciation. 
N'appréciant guère ce que proposent les radios, les majors et la télévision à l'époque, Gautier Serre désire se lancer dans une musique qu'il qualifie lui-même de « forme de liberté musicale totale ». Le musicien déclare dans un entretien de 2011 avoir été en attente d'une musique qui réunissait tout ce qu'il y a de bon dans la musique, déçu de ce qu'il entendait, il se met à créer sa propre musique.
Deux albums-démo sortent, Poisson soluble en auto-production en 2006 et Moisissure en 2008 sorti sur Acroplane Recordings. Son premier véritable album Nostril sort quant à lui sur le label Ad Noiseam en 2010. Deux ans plus tard, c'est avec l'album Hallelujah qu'Igorrr s'impose comme un acteur incontournable de la scène breakcore electro baroque. Il a également le bon goût d'inviter sur ce disque Teloch, guitariste de Mayhem, ainsi que Laure Le Prunenec au chant lyrique, et Laurent Lunoir pour les parties de voix masculines. Il réussit le tour de force de remporter le GoPro Award cette même année en composant un morceau sur la base de notes de piano jouées aléatoirement par sa poule nommée Patrick, immortalisé par un clip vidéo (Chicken Sonata), devenu viral sur Youtube. 
Le 21 décembre 2012, date choisie à la suite des prédictions pour décembre 2012, il sort Hallelujah. L'album est présenté au Berghain à Berlin. Le disque accueille de nombreuses personnes, le guitariste de Mayhem, Adam Stacey, l'accordéoniste de Secret Chiefs 3 ou Ben Violet pour le violon. Outre cette partie instrumentale, il invite des chanteurs, baroques ou metal, notamment Thibault Majorel, contre-ténor baroque.

### Savage Sinusoid(depuis 2017)
En février 2017, Igorrr signe sur le label Metal Blade Records qui sortira le troisième album studio, Savage Sinusoid. Ce disque, composé sur plus de quatre années et enregistré à Improve tone Studio, voit la participation de nombreux musiciens. L'accueil public et presse est excellent. Metal Injection donne 10/10 dans son article, idem pour ItDjents, 9/10 sur Metal Wani.  
Après une tournée de plus de trente-cinq dates à guichets fermés entre octobre et novembre 2017, Igorrr embarque début 2018 pour la première fois pour les États-Unis, le Canada et le Mexique pour sa tournée nord-américaine. 
Entre 2017 et 2018, Igorrr a été présent sur la plupart des festivals de renom tels que Dour Festival (pour la troisième fois en quatre ans), le Roadburn Festival, Europavox, Montreux Jazz Festival, Metaldays, Fortarock, Brutal Assault, Download Festival, Motocultor Festival, Hellfest et Copenhell.

### Nouvel album en 2020
Le sixième album Spirituality and Distortion sort le 27 mars 2020 sur le label Metal Blade Records. Le titre Parpaing fait intervenir George Fisher du groupe Cannibal Corpse.

## Projets parallèles et collaborations
Gautier travaille depuis 2012 sur un nouveau projet, Corpo-Mente, avec la chanteuse Laure Le Prunenec. Lorsqu'il évoque dans un entretien cet album en septembre 2012, il le décrit comme étant un « duo trip-hop baroque ». 
En 2014, il sort le EP Maigre en collaboration avec Ruby My Dear.
En 2017, il compose la musique du film Jeannette, l'enfance de Jeanne d'Arc, réalisé par Bruno Dumont et diffusé au festival de Cannes en 2017. 
À partir de 2008, il collabore avec des groupes comme Morbid Angel sur l'album Illud Divinum Insanus - The Remixes sorti en 2012 sur le label Season of Mist, mais aussi avec le groupe Vladimir Bozar 'n' ze Sheraf Orchestär, avec lequel il partage un titre sur l'album Universal Sprache : Thermostat 7.

## Discographie

### Whourkr
- 2005 : Démo
- 2007 : Naät (Suprachaotic Records)
- 2008 : Concrete (Crucial Blast Records)
- 2010 : Concrete (Trendkill Recordings)
- 2012 : 4247 Snare Drums (Ad Noiseam)
- 2013 : Naät + Concrete (édition vinyle ; Blood Music)

### Corpo-Mente
- 2014 : Corpo-Mente (Blood Music)

### Participations
- 2008 : City Weezle - The Leprechaun Démo (auto-produit)
- 2008 : UHT° - Ghost Forest Remix (No Fridge Records)
- 2008 : Indian Sonic - Pondichery  (Autoproduit)
- 2009 : Compilation Whiteline Vol.III double A-side 12 vinyl (Aentitainment Records)
- 2010 : Vladimir Bozar 'n' ze Sheraf Orkestär - Universal Sprache (Le Chant du Monde, Harmonia Mundi)
- 2011 : Öxxö Xööx - Rëvëürt (Apathia Records)
- 2012 : Innerty - Tabula Rasa (auto-produit)
- 2012 : Morbid Angel - Illud Divinum Insanus - The Remixes (Season of Mist)
- 2012 : Bande-son de Path of Exile - Dominus, Ascendant Theme et The Wardens Quarters (sous le nom de Gautier Serre)
- 2015 : Öxxö Xööx - Nämïdäë (Blood Music)
- 2016 : The Algorithm - Brute Force (FiXT Music)